# Matchless G15-serie
De Matchless G15-serie was een serie motorfietsen die het Britse merk Matchless produceerde van 1963 tot 1966. De machines waren bijna identiek aan de Norton N15 CS en de AJS Model 33-serie. AJS, Matchless en Norton behoorden tot Associated Motor Cycles, dat door middel van badge-engineering identieke modellen onder meerdere merknamen aanbood.

## Voorgeschiedenis
Associated Motor Cycles was al in 1948 begonnen met de productie van paralleltwins, vooral voor de Amerikaanse markt, waar de concurrentie met Triumph, BSA en Norton zeer groot was. Het eerste model was de 500cc-Matchless G9, die als zustermodel het AJS Model 20 kreeg (Norton maakte toen nog geen deel uit van AMC, maar AJS wel). Al bij het uitkomen van de G9 was het model feitelijk al achterhaald, omdat de concurrentie inmiddels 650cc-modellen aanbood. De Amerikaanse importeur Frank Cooper ontwikkelde op eigen initiatief de 550cc-Matchless G9B, maar pas in 1956 kreeg de G9 een officiële opvolger in de 600cc-Matchless G11 (AJS Model 30). Het blok was toen wat de boring betrof aan het einde van zijn Latijn. Er was geen ruimte over om verder op te boren. Toen uiteindelijk in 1958 de 650cc-Matchless G12 (AJS Model 31) verscheen, was de cilinderinhoud vergroot door de slag langer te maken.

### Joe Berliner
Begin jaren zestig werd het Amerikaanse importeurschap overgenomen door Joe Berliner. Daarmee werd hij importeur van AJS, Matchless en Norton, maar hij vertegenwoordigde ook Ducati en Zündapp. Berliner accepteerde niet zomaar de producten die hem uit Europa werden aangeboden. Hij eiste van zijn leveranciers dat ze modellen voor de Amerikaanse markt, die hij als geen ander kende, gingen bouwen. Zo kwam het bijvoorbeeld tot het prototype van de Ducati Apollo, een 1260cc-V4 die het moest opnemen tegen de zware V-twins van Harley-Davidson, maar ook de door Berliner zelf bedachte 125cc-Ducati Bronco, de Ducati 450 Scrambler, de Zündapp Suburbanette-scooter, de Norton Atlas, de Norton P11 en later de Moto Guzzi V7 Ambassador, de Moto Guzzi V7 850 California en de Moto Guzzi V7 850 Eldorado. Omdat AMC in 1959 eigenaar was geworden van de naam Indian, die in 1962 overging naar de Berliner Motor Corporation, bracht Berliner onder die naam ook motorfietsen met Britse motorblokken uit. Aanvankelijk waren dat 700cc-blokken van Royal Enfield, maar later ook 650cc-blokken van de Matchless G12. Net als eerder Frank Cooper was Berliner op zoek naar een sterke Desert Racer, liefst met een 750cc-motor. Terwijl sportieve Britse rijders graag caféracers wilden, zochten de Amerikanen het in terreinmotoren, want in de VS was de wegrace niet zo populair.

### Matchless G15/45 (Matchless 45)
Om Berliner tegemoet te komen werd de Matchless G12 in 1962 toch nog verder opgeboord. Met een boring van 77 mm en een slag van 79,3 mm ontstond een 738cc-motor, die als Matchless G15/45 werd verkocht. Het getal 45 stond voor 45 kubieke inches, gelijk aan 750 cc. In de VS werd de machine ook simpelweg Matchless 45 genoemd. Het werd een teleurstelling. De problemen die de G12 al had, zoals motortrillingen en matige betrouwbaarheid bij hoge snelheden, werden bij de G12/45 nog uitvergroot en na 212 exemplaren werd de productie in 1963 beëindigd. Berliner moest zijn plan voor een sterke desert racer voorlopig laten varen.

## Matchless G15 Mk II en AJS 33
In 1963 verkeerde AMC al in grote problemen. Een deel daarvan werd opgelost door de verouderde en inefficiënte Norton-fabriek aan Bracebridge Street in Birmingham te sluiten en de volledige productie van Norton over te brengen naar Woolwich. In 1964 kreeg de 650cc-Matchless G12 CSR al een Norton-frame en telescoopvork en in 1965 verscheen de 750cc-Matchless G15. Nu was de "M" op de tank nog van Matchless, maar het motorblok kwam van de Norton Atlas en het paste zonder veel aanpassingen in het G12-frame. De Roadholder fork was voorzien van metalen buizen over de normaal gesproken bloot liggende schroefveren. Ook deze motor had last van trillingen, die deels werden opgelost door de compressieverhouding te beperken tot 7,5:1. De machine heette officieel Matchless G15 Mk II om het onderscheid te maken met de G15/45. Het AMC-zustermodel was het AJS Model 33.

## Matchless G15 CS en Norton N15 CS
In 1965 kreeg Joe Berliner 200 exemplaren van de Norton N15 CS, een scrambler met Matchless G12 CS-frame en Norton Atlas blok. Na deze eerste zending ging de machine echter Matchless G15 CS heten. Dit was het 750cc-terreinmodel waar de Amerikanen om vroegen. De machine kreeg de 5 cm langere Norton Long Roadholder-voorvork (met het binnenwerk van een AMC-teledraulic) en de verlichting was snel te verwijderen voor deelname aan wedstrijden. De metalen buizen op de voorvork waren vervangen door rubberen gaiters. 

## Matchless G15 CS/M en Norton G15 CS/N
Een tijd lang werd de Matchless G15 CS verkocht onder de beide merken Matchless en Norton. Het onderscheid werd gemaakt door de toevoeging "/M" voor Matchless en "/N" voor Norton.

## Matchless G15 CSR en AJS 33 CSR
Nu de Matchless G15 CS de Amerikaanse allroadmarkt bediende, bracht AMC voor de binnenlandse markt het sportmodel Matchless G15 CSR uit. Deze machine had geen sterkere motor dan de Matchless G15 Mk II, maar was voorzien van swept back pipes, een laag sportstuur en naar achter verplaatste voetsteunen. De machine had ook smallere. verchroomde spatborden, terwijl de G15 Mk II diepe gespoten spatborden had. Het bijna identieke AJS-model was de AJS 33 CSR. De AJS-modellen werden meestal in lichtblauw uitgevoerd, de Matchless-modellen in bordeauxrood.

## Einde productie
Vooral de Matchless G15 CS had de redding voor Associated Motor Cycles moeten worden. Dat gebeurde niet: in 1966 ging AMC failliet. De boedel werd overgenomen door Dennis Poore, die zich met zijn bedrijf Manganese Bronze Holdings vooral bezig hield met de productie van lagers, maar die zich ook tot doel stelde de Britse motorfietsindustrie te redden. Daarom had hij al in 1964 het inbouwmotormerk Villiers overgenomen. Poore richtte zich vooral op de grote naam van Norton. Sommige Matchless-modellen bleven nog even, zoals de 350cc-trialmotor Matchless G3/LCS en de 500cc-Matchless G80 CS en de 500cc-crossmotor Matchless G85 CS. Dat was niet zo vreemd, want Matchless had in de terreinsporten (meer dan Norton) een naam hoog te houden en concurreerde daar met de BSA Gold Star. Voor de G15-serie viel het doek. Het laatste restant was de Norton P11. Die was door de Californische dealer Bob Blair voor Joe Berliner ontwikkeld met het frame van de Matchless G85 CS en het Norton-motorblok. 

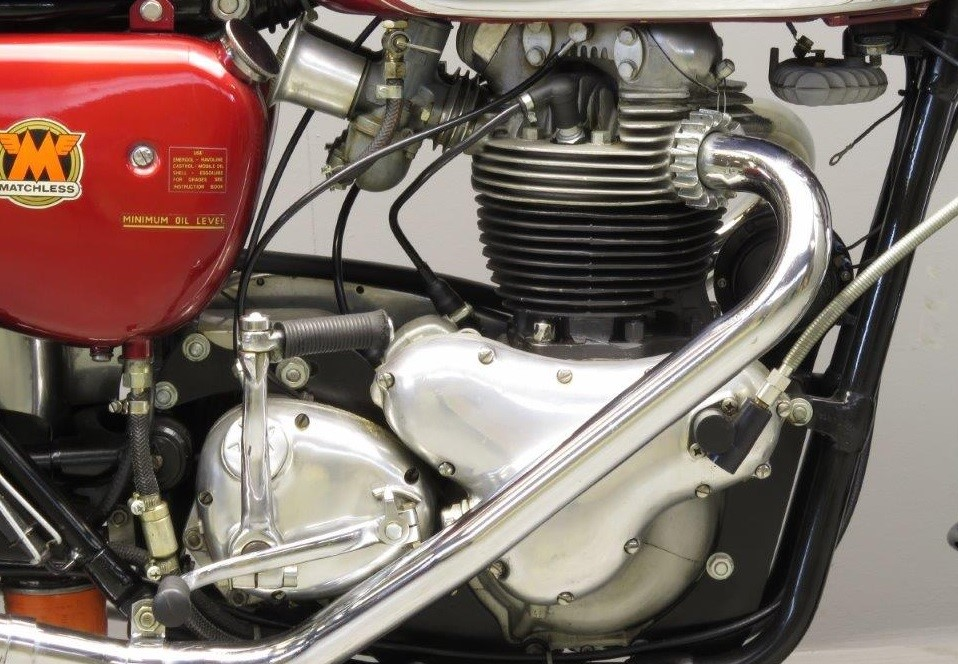
Het 750cc-motorblok...
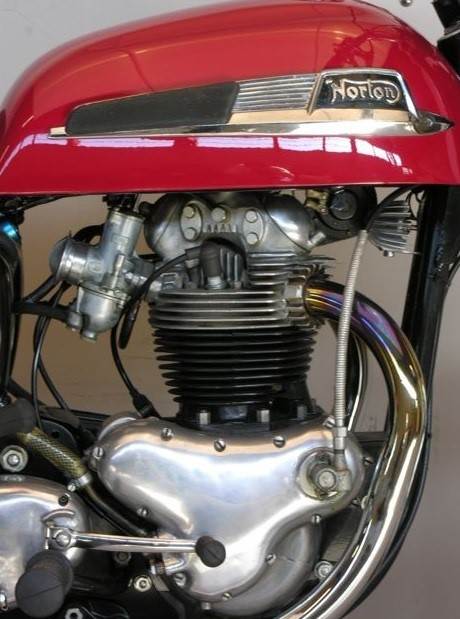
... kwam van de Norton Atlas
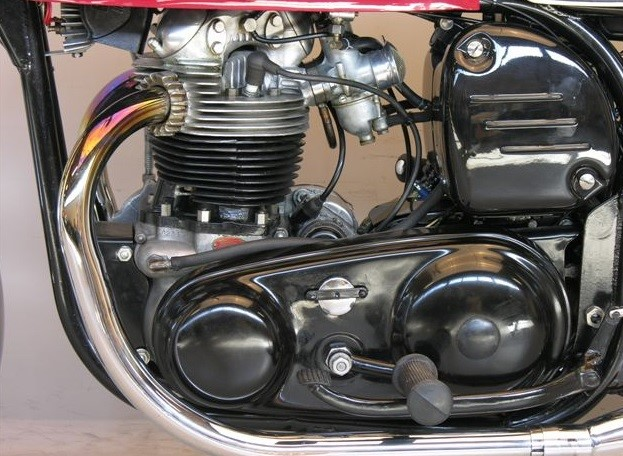
Matchless paste de linker carterhelft met distributiedeksel aan. Dit is van de Norton...
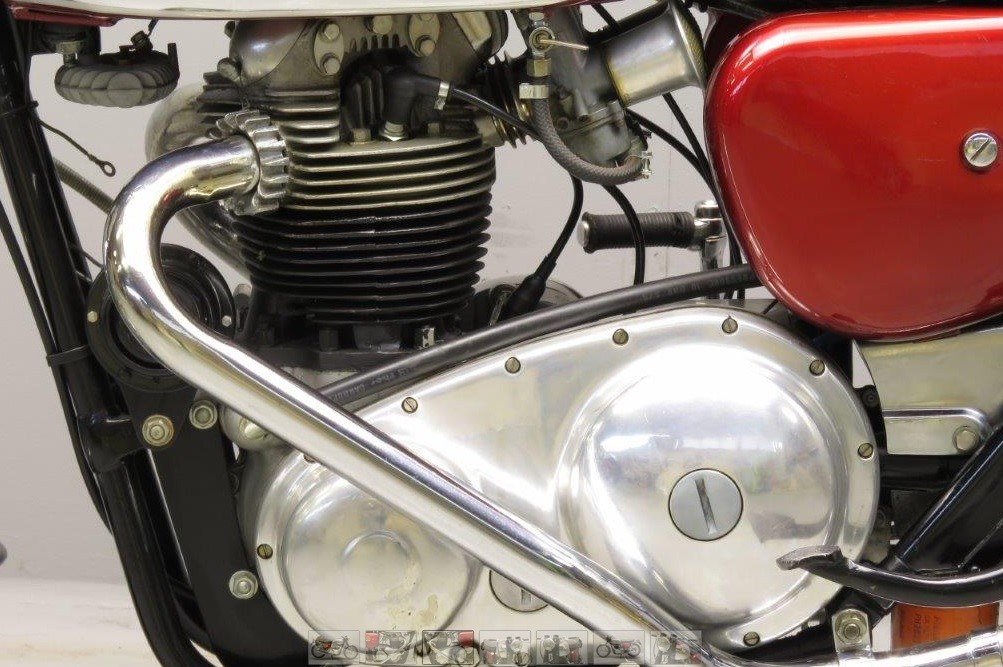
...en dit is het geschroefde aluminium deksel dat Matchless altijd gebruikte.
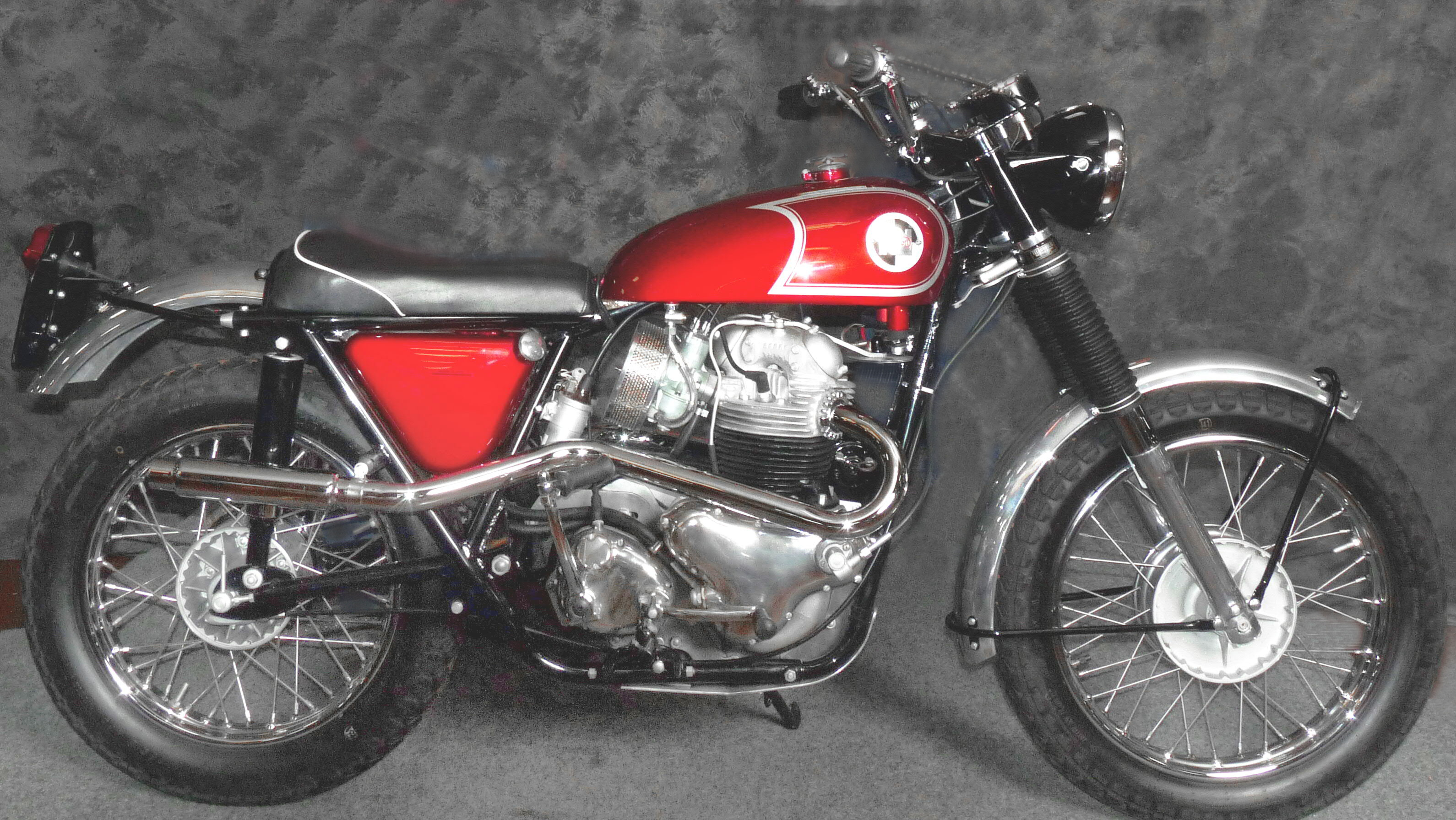
De Norton P11 volgde de Matchless G15 CS op, met het frame van de Matchless G85 CS.